# Wellcome Trust
Wellcome Trust – brytyjska organizacja charytatywna z siedzibą w Londynie. Powstała w 1936 z inicjatywy magnata farmaceutycznego sir Henry'ego Wellcome'a, jej zadaniem jest finansowanie badań naukowych zmierzających do poprawy zdrowia ludzi i zwierząt. Celem organizacji jest „osiągnięcie niezwykłej poprawy zdrowia poprzez wspieranie najzdolniejszych umysłów”, a oprócz finansowania badań biomedycznych wspiera ona też społeczne zrozumienie nauki. 

## Zasoby
W 2018 Wellcome Trust operował środkami finansowymi w kwocie  25,9 miliarda funtów, co czyniło go czwartą najbogatszą fundacją charytatywną na świecie. W 2012 Wellcome Trust zostało opisane przez Financial Times jako największy w Wielkiej Brytanii dostawca pozarządowych funduszy na badania naukowe i jeden z największych dostawców na świecie.

## PrzeciwdziałanieCOVID-19
W marcu 2020 Wellcome Trust ogłosiło inicjatywę, mającą na celu udostępnianie danych badawczych i ustaleń dotyczących epidemii nowego koronawirusa (SARS-CoV-2), wzywając badaczy, czasopisma i instytucje naukowe na całym świecie do zapewnienia szybkiego i otwartego dostępu do wyników badań i danych dotyczących wybuchu epidemii. Rozpowszechnianie rzetelnych danych pomoże informować opinię publiczną o działaniach mających powstrzymać rozprzestrzenianie się wirusa.